# Record d'Europe de natation dames du 50 mètres nage libre

## Bassin de 50 mètres
| Temps                                           |    | Athlète                | Naissance | Âge | Nationalité          | Compétition                   | Lieu           | Date              |
| ----------------------------------------------- | -- | ---------------------- | --------- | --- | -------------------- | ----------------------------- | -------------- | ----------------- |
| 26 s 00                                         |    | Annemarie Verstappen   | 1965      | 17  | Pays-Bas             |                               | Amersfoort     | 30 janvier 1982   |
| 25 s 97                                         |    | Annemarie Verstappen   | 1965      | 18  | Pays-Bas             |                               | Amersfoort     | 9 juillet 1983    |
| 25 s 64                                         |    | Annemarie Verstappen   | 1965      | 18  | Pays-Bas             | Championnats des Pays-Bas     | Amersfoort     | 9 juillet 1983    |
| 25 s 62                                         |    | Kristin Otto           | 1966      | 20  | Allemagne de l'Est   | Meeting de Barcelone (s)      | Barcelone      | 16 février 1986   |
| 25 s 50                                         |    | Tamara Costache        | 1970      | 16  | Roumanie             | Championnats de Roumanie (s)  | Bucarest       | 14 juin 1986      |
| 25 s 50                                         |    | Tamara Costache        | 1970      | 16  | Roumanie             | Championnats de Roumanie (s)  | Bucarest       | 14 juin 1986      |
| 25 s 34                                         |    | Tamara Costache        | 1970      | 16  | Roumanie             | Championnats de Roumanie (f)  | Bucarest       | 16 juin 1986      |
| 25 s 31                                         |    | Tamara Costache        | 1970      | 16  | Roumanie             | Jeux Balkaniques              | Sofia          | 1er août 1986     |
| Reconnaissance officielle du record par la FINA |    |                        |           |     |                      |                               |                |                   |
| 25 s 28                                         |    | Tamara Costache        | 1970      | 16  | Roumanie             | Championnats du Monde (f)     | Madrid         | 23 août 1986      |
| 25 s 10                                         |    | Natalya Metscheryakova |           |     | Russie               | Championnats du Monde         | Rome           | 11 septembre 1994 |
| 25 s 06                                         |    | Inge de Bruijn         | 1973      | 25  | Pays-Bas             | Championnat de Potomac valley | Oakmont        | 18 juillet 1998   |
| 25 s 01                                         |    | Inge de Bruijn         | 1973      | 25  | Pays-Bas             | Trophée du Brésil             | São Paulo      | 8 août 1998       |
| 24 s 94                                         |    | Inge de Bruijn         | 1973      | 26  | Pays-Bas             | Trophée du Brésil             | Rio de Janeiro | 14 juin 1999      |
| 24 s 88                                         |    | Inge de Bruijn         | 1973      | 26  | Pays-Bas             | Championnats des Pays-Bas     | Amersfoort     | 18 juin 1999      |
| 24 s 84                                         |    | Inge de Bruijn         | 1973      | 26  | Pays-Bas             | Championnats d'Europe(d)      | Istanbul       | 31 juillet 1999   |
| 24 s 51                                         | RM | Inge de Bruijn         | 1973      | 27  | Pays-Bas             | Super Speedo grand prix (s)   | Sheffield      | 27 mai 2000       |
| 24 s 48                                         | RM | Inge de Bruijn         | 1973      | 27  | Pays-Bas             | Championnats des Pays-Bas     | Amsterdam      | 4 juin 2000       |
| 24 s 39                                         | RM | Inge de Bruijn         | 1973      | 27  | Pays-Bas             | Championnats du Brésil        | Rio de Janeiro | 10 juin 2000      |
| 24 s 13                                         | RM | Inge de Bruijn         | 1973      | 27  | Pays-Bas             | Jeux Olympiques (s)           | Sydney         | 22 septembre 2000 |
| 24 s 09                                         | RM | Marleen Veldhuis       | 1979      | 29  | Pays-Bas             | Championnats d'Europe         | Eindhoven      | 24 mars 2008      |
| 24 s 06                                         |    | Britta Steffen         | 1983      | 25  | Allemagne de l'Ouest | Jeux Olympiques (f)           | Pékin          | 17 août 2008      |
| 23 s 96                                         | RM | Marleen Veldhuis       | 1979      | 30  | Pays-Bas             | Amsterdam swim cup (f)        | Amsterdam      | 19 avril 2009     |
| 23 s 73                                         | RM | Britta Steffen         | 1983      | 26  | Allemagne            | Championnats du monde (f)     | Rome           | 2 août 2009       |
| 23 s 67                                         | RM | Sarah Sjöström         | 1993      | 23  | Suède                | Championnats du monde (d)     | Budapest       | 29 juillet 2017   |
| 23 s 61                                         | RM | Sarah Sjöström         | 1993      | 29  | Suède                | Championnats du monde (d)     | Fukuoka        | 29 juillet 2023   |

## Bassin de 25 mètres
| Temps      | Athlète               | Naissance | Âge | Nationalité | Compétition                         | Lieu             | Date             |
| ---------- | --------------------- | --------- | --- | ----------- | ----------------------------------- | ---------------- | ---------------- |
| 25 s 08    | Tamara Costache       | 1970      | 17  | Roumanie    |                                     | Cannes           | 1987             |
| -----      |                       |           |     |             |                                     |                  |                  |
| 24 s 94    | Tamara Costache       | 1970      | 17  | Roumanie    |                                     | Bonn             | 8 février 1987   |
| 24 s 75    | Franziska van Almsick | 1978      | 14  | Allemagne   |                                     | Schwäbisch Gmünd | 7 novembre 1992  |
| 24 s 75    | Sandra Volker         | 1974      | 22  | Allemagne   | Coupe du monde                      | Gelsenkirchen    | 10 février 1996  |
| 24 s 67    | Sandra Volker         | 1974      | 22  | Allemagne   |                                     | Rostock          | 14 décembre 1996 |
| 24 s 62    | Sandra Volker         | 1974      | 23  | Allemagne   |                                     | Göteborg         | 18 avril 1997    |
| 24 s 38    | Inge de Bruijn        | 1973      | 25  | Pays-Bas    | Championnats d'Europe (s)           | Sheffield        | 12 décembre 1998 |
| 24 s 35    | Inge de Bruijn        | 1973      | 26  | Pays-Bas    |                                     | Hong Kong        | 3 avril 1999     |
| 24 s 28    | Inge de Bruijn        | 1973      | 26  | Pays-Bas    |                                     | Hong Kong        | 3 avril 1999     |
| 24 s 27    | Therese Alshammar     | 1977      | 22  | Suède       | Championnats d'Europe               | Lisbonne         | 11 décembre 1999 |
| 24 s 09    | Therese Alshammar     | 1977      | 22  | Suède       | Championnats d'Europe               | Lisbonne         | 11 décembre 1999 |
| 23 s 59    | Therese Alshammar     | 1977      | 23  | Suède       | Championnats du monde               | Athènes          | 18 mars 2000     |
| 23 s 58    | Marleen Veldhuis      | 1979      | 28  | Pays-Bas    | Coupe du monde (f)                  | Berlin           | 17 novembre 2007 |
| 23 s 25    | Marleen Veldhuis      | 1979      | 28  | Pays-Bas    | Championnats du monde (f)           | Manchester       | 13 avril 2008    |
| 23 s 24    | Ranomi Kromowidjojo   | 1990      | 22  | Pays-Bas    | Coupe du monde (f)                  | Eindhoven        | 7 août 2013      |
| 23 s 24    | Ranomi Kromowidjojo   | 1990      | 25  | Pays-Bas    | Duel in the pool                    | Indianapolis     | 12 décembre 2015 |
| 23 s 10    | Sarah Sjöström        | 1993      | 24  | Suède       | Coupe du monde de natation FINA (f) | Moscou           | 2 août 2017      |
| 22 s 93 RM | Ranomi Kromowidjojo   | 1990      | 26  | Pays-Bas    | Coupe du monde                      | Berlin           | 7 août 2017      |